# Buzançais
Buzançais là một xã tại tỉnh Indre khu vực trung bộ Pháp. Xã này có diện tích 58,64 km², dân số thời điểm năm 2005 là 4581 người. Khu vực này có độ cao trung bình 112 mét trên mực nước biển.